# Пещора
Пещо́ра (рос. Пещёра) — селище у складі Верхньокамського району Кіровської області, Росія. Входить до складу Кірсинського міського поселення.

## Населення
Населення становить 300 осіб (2010, 400 у 2002).
Національний склад станом на 2002 рік — росіяни 87 %.

## Історія
Селище було засноване 1929 року при будівництві залізниці Яр-Верхньокамська і названа за однойменним сусіднім присілком. У 1940-1950-их роках селище було лісовим відділом Омутнінського металургійного заводу.